# Dallas Stars
Dallas Stars este o echipă profesionistă americană de hochei pe gheață cu sediul în Dallas, Texas și face parte din Divizia Centrală a Conferinței de Vest din NHL. A fost fondată în timpul extinderii NHL din 1967 sub numele de Minnesota North Stars, cu sediul în Bloomington, Minnesota. Înaintea sezonului 1978-79 din NHL, echipa a fuzionat cu Cleveland Barons, după ce liga le-a acordat permisiunea din cauza dificultăților financiare ale ambelor echipe. În cele din urmă, franciza s-a mutat la Dallas pentru sezonul 1993-94 al NHL. Stars a jucat în Reunion Arena de la relocarea lor până în 2001, când echipa s-a mutat în American Airlines Center.